# 다이아몬드헤드산

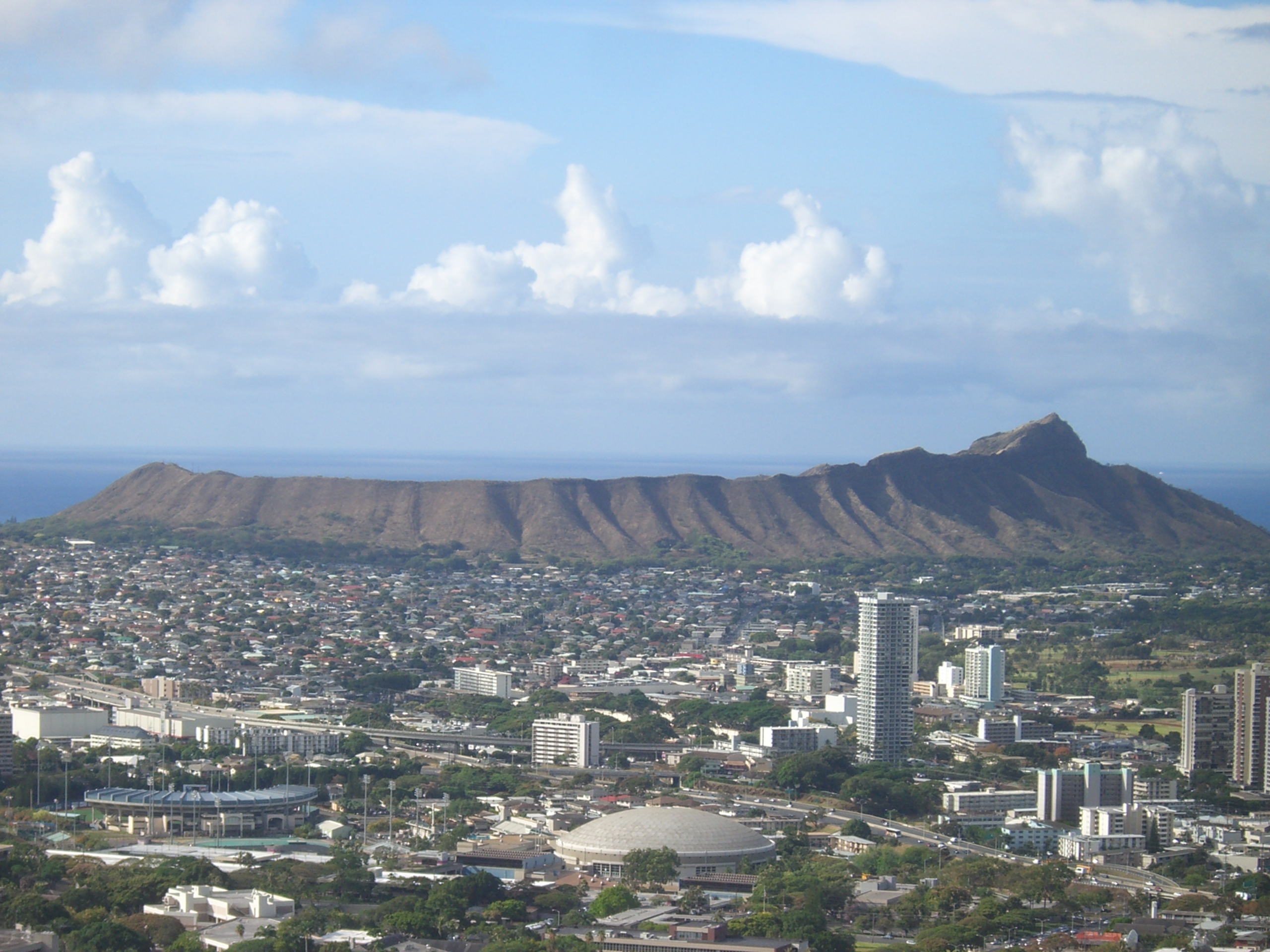
다이아몬드 헤드 화산

다이아몬드 헤드(Diamond Head)는 미국 하와이 제도의 사화산이며, 정상에는 거대 분화구(소규모 칼데라 지형)가 있다. 옛날에 일어난 화산폭발로 지금의 모습이 형성되었다.다이아몬드 헤드산이라 불린 이유는 항해하다 들어오면 산이 반짝거리는 것처럼 보이기 때문이다.